# Пишем, пишем стихове
„Пишем, пишем стихове...” је југословенски кратки ТВ филм из 1974. године. Режирао га је Арсеније Јовановић а сценарио је написао Драгослав Андрић по делу Огдена Неша.

## Улоге
| Глумац       | Улога |
| ------------ | ----- |
| Павле Минчић |       |